# Flavon 7-O-b-glukoziltransferaza
Flavon 7-O-b-glukoziltransferaza (EC 2.4.1.81, UDP-glukoza-apigenin beta-glukoziltransferaza, UDP-glukoza-luteolin beta-D-glukoziltransferaza, uridin difosfoglukoza-luteolin glukoziltransferaza, uridin difosfoglukoza-apigenin 7-O-glukoziltransferaza, UDP-glukoziltransferaza) je enzim sa sistematskim imenom UDP-glukoza:5,7,3',4'-tetrahidroksiflavon 7-O-beta--glukoziltransferaza. Ovaj enzim katalizuje sledeću hemijsku reakciju
UDP-glukoza + 5,7,3',4'-tetrahidroksiflavon {\displaystyle \rightleftharpoons } UDP + 7-O-beta--glukozil-5,7,3',4'-tetrahidroksiflavon
Brojni flavoni, flavanoni i flavonoli mogu da deluju kao akceptori.

## Literatura
- Nicholas C. Price; Lewis Stevens (1999). Fundamentals of Enzymology: The Cell and Molecular Biology of Catalytic Proteins (Third изд.). USA: Oxford University Press. ISBN 019850229X.
- Eric J. Toone (2006). Advances in Enzymology and Related Areas of Molecular Biology, Protein Evolution (Volume 75 изд.). Wiley-Interscience. ISBN 0471205036.
- Branden C; Tooze J. Introduction to Protein Structure. New York, NY: Garland Publishing. ISBN 0-8153-2305-0.
- Irwin H. Segel. Enzyme Kinetics: Behavior and Analysis of Rapid Equilibrium and Steady-State Enzyme Systems (Book 44 изд.). Wiley Classics Library. ISBN 0471303097.
- William P. Jencks (1987). Catalysis in Chemistry and Enzymology. Dover Publications. ISBN 0486654605.

## Spoljašnje veze
- Flavone+7-O-beta-glucosyltransferase на 